# Перекрёсток
Перекрёсток — пересечение проезжих частей разных дорог, улиц на одном уровне, «территория, образованная в одном уровне пересекающимися, примыкающими или разветвляющимися проезжими частями, а также закруглениями, соединяющими указанные проезжие части».
Перекресток, распутье, где скрещивается более двух дорог — Искре́сток.

## История
На конец XIX столетия, Перекресток — место, где дороги пересекаются, расходятся на́крест, где один путь лежит поперек другого, пересечка двух или более дорог, место пересечения дорог или улиц — у многих народов считается местом нечистым, опасным. Здесь особенно опасались козней чертей, а по свидетельству Олеария, в Ливонии некрещеных детей хоронили преимущественно на перекрестках.
На Руси (в России) перекрестки чтились роковыми и нечистыми; тут совершаются чары, заговоры, хоронили самоубийц или найденные трупы, и ставели кресты, часовенки, для охраны, также существуют пословицы и поговорки о перекрёстке: «Опойцу хоронят на меже или на распутье.», «На перекрестке (распутье) черти (чёрт) яйца катает, в свайку играют», «На перекрестке нечистый воле́н в душе человека.», и так далее. Существовал род девичьего гаданья «Подслушивать на перекрестке», «Ходят подслушивать на перекресток: где шум либо лай, туда девушке судьба, туда дорожка лежит.»
Сейчас в Правилах дорожного движения Российской Федерации существует трактовка данного понятия: «Перекрёсток — это место пересечения, примыкания или разветвления дорог на одном уровне, ограниченное воображаемыми линиями, соединяющими соответственно противоположные, наиболее удаленные от центра перекрёстка начала закруглений проезжих частей».

## Виды и типы
В мире существуют различные виды и типы перекрёстков встречаются равнозначные и неравнозначные перекрёстки, регулируемые (управляемые) и нерегулируемые (неуправляемые), перекрёстки с круговым движением, с примыкающей дорогой.